# Бульонный кубик

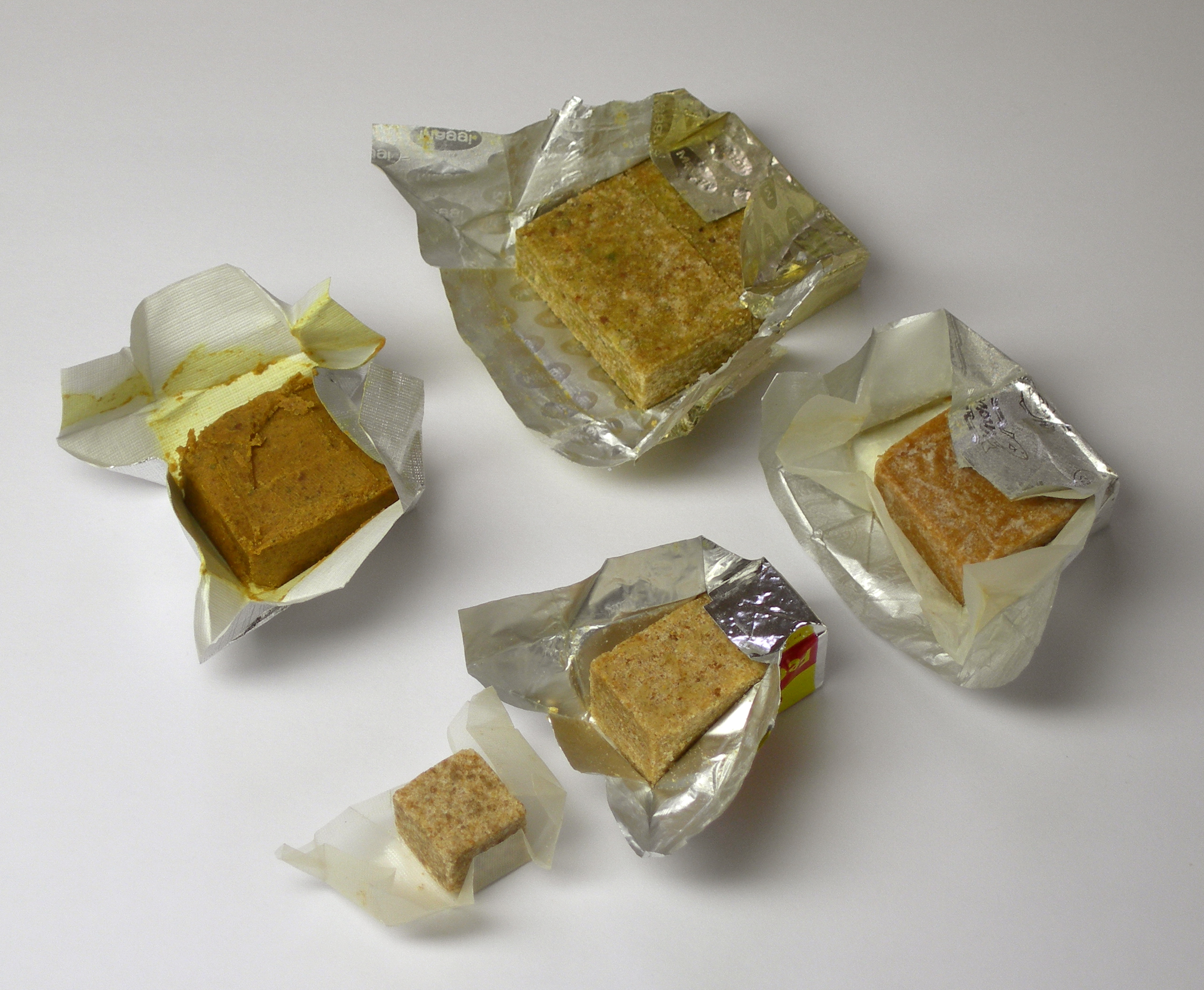
Виды современных бульонных кубиков

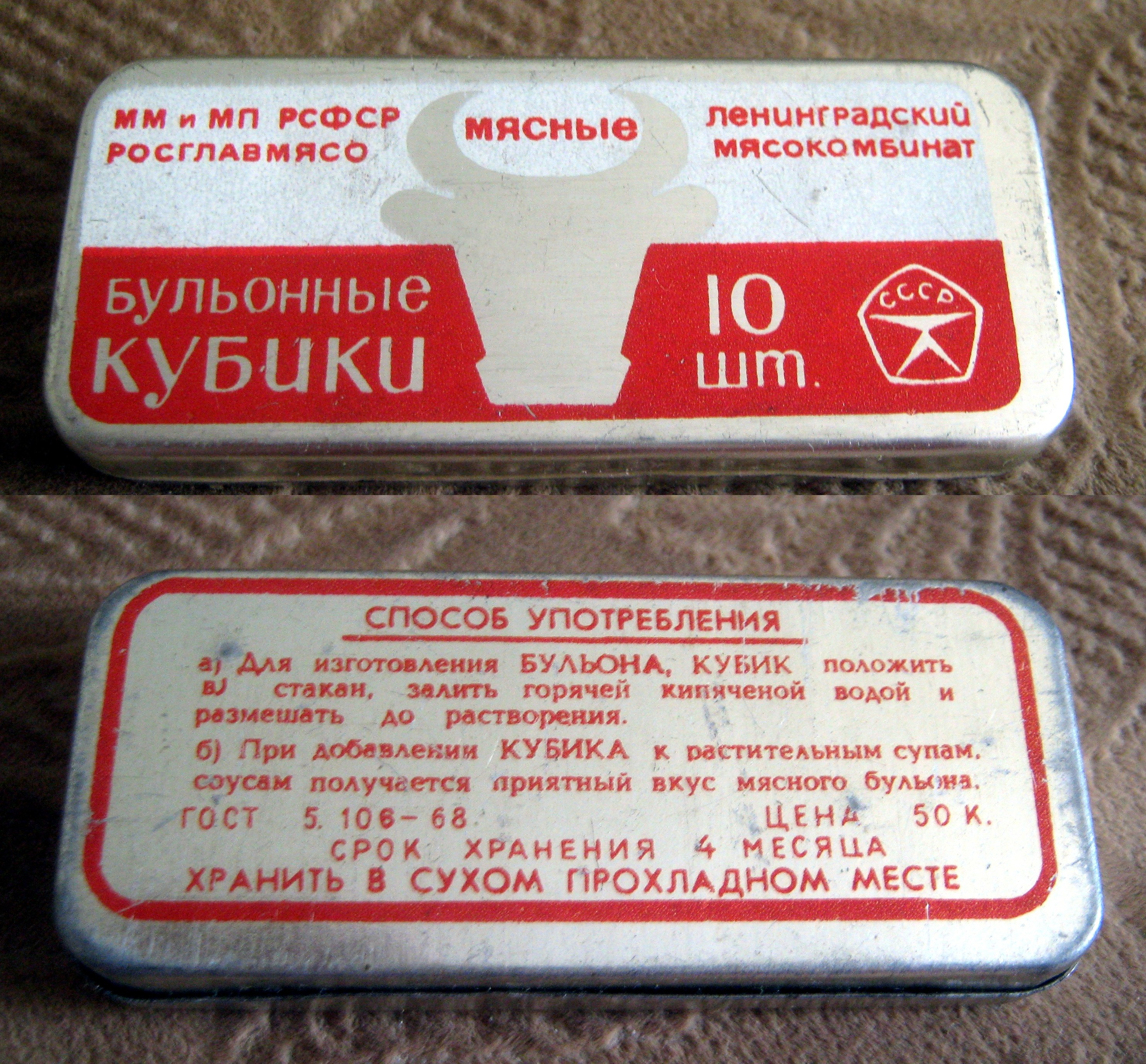
Советские бульонные кубики производства Ленинградского мясокомбината

Бульонные кубики — это спрессованный концентрированный и обезвоженный гидролизат животного или растительного белков. Он формируется в кубики со стороной примерно 15 мм. Бульон, приготовленный растворением кубиков в кипятке, хуже по качеству, чем натуральный сваренный, однако он дешёвый, удобный и широко используется на кухне для приготовления блюд. Чаще всего применяется для дополнительной ароматизации приготавливаемых блюд (супов, гарниров и т. д.).

## Изготовление и состав
Впервые их начал продавать в 1882 году швейцарский предприниматель Юлиус Магги. Он разработал и начал производить их для бедных городских жителей (которые не могли позволить себе мясо) как недорогой способ приготовления питательного супа.
Первоначально, до Юлиуса Магги, бульонные кубики (изначально порошки) изготовлялись путём сублимационной сушки из натурального мясного бульона, но не имели широкой популярности из-за низких вкусовых качеств. Современные бульонные кубики представляют собой гидролизат белков (кислотный при помощи HCl или ферментативный гидролиз) и жиров (обычно гидрогенизированные жиры) с загустителями (обычно крахмал), пищевыми ароматизаторами, усилителями вкуса, вкусовыми добавками и иногда пищевыми красителями. По сути, изготовление бульонных кубиков относится к безотходной технологии, так как сырьём для гидролиза могут служить кости (содержат коллаген), низкосортные рыба и мясо, субпродукты, рогокопытная мука (содержит кератин), а также соевый белок. Заявления, что они изготовлены из бульона (в широком смысле под бульоном можно подразумевать любую смесь, в том числе раствор гидролизата белков различного происхождения), курицы, говядины, грибов и т. д., — в большей степени маркетинговый приём. При изготовлении некоторых бульонных кубиков в гидролизат может добавляться определённая часть упаренного мясного бульона, сушёные травы, овощи и грибы.
Повышенная солёность бульонных кубиков обусловлена также технологией приготовления: при нейтрализации гидрокарбонатом натрия избытков соляной кислоты применяемой при гидролизе образуется хлорид натрия (HCl + NaHCO3 → NaCl + H2O + CO2). При получении белковых гидролизатов, несмотря на некоторые преимущества ферментативного гидролиза, чаще используется кислотный гидролиз, так как гидролизат, получаемый при этом, обладает лучшими вкусовыми качествами, а технологический процесс получения занимает меньшее время. Для придания насыщенного вкуса в состав бульонных кубиков практически всегда включаются усилители вкуса, такие как глутамат натрия, инозинат натрия, гуанилат натрия.

## Виды по вкусу-аромату
- Говяжий
- Куриный
- Рыбный
- Грибной
- Утиный (французская и швейцарская)
- Бараний (валлийская, ирландская)

## Производители
- Maggi
- Knorr
- Gallina Blanca